# Willie Gillis
Pour les articles homonymes, voir Gillis.
 (juin 2025).
Willie Gillis est le nom d'un personnage de fiction, représenté dans plusieurs tableaux[Lesquels ?] par l'artiste peintre américain Norman Rockwell, entre 1941 et 1946. 